# Scărișoara (okręg Aluta)
Scărișoara – wieś w Rumunii, w okręgu Aluta, w gminie Scărișoara. W 2011 roku liczyła 2327 mieszkańców.